# Sewan Gharibian
Sewan (imię świeckie Howannes Gharibian, ur. 1940 w Bejrucie) – duchowny Apostolskiego Kościoła Ormiańskiego, od 1988 biskup pomocniczy Jerozolimy.

## Życiorys
Święcenia kapłańskie przyjął w 1968. Sakrę biskupią otrzymał 13 listopada 1988. Obecnie jest dyrektorem wydziału finansów przy patriarchacie Jerozolimy.